# کنت سی دیویس
کنت سی دیویس (انگلیسی: Kenneth C. Davis؛ زادهٔ ۱ ژانویهٔ ۱۹۵۴) نویسنده، و مورخ اهل ایالات متحده آمریکا است. یک نویسنده تاریخ آمریکایی است که بیشتر به خاطر سریال «دربارهٔ … چیز زیادی نمی‌دانم» شناخته می‌شود.

## کتاب‌ها (لینک‌های خارجی)
- "فرهنگ دو بیتی: پشت کاغذی آمریکا" (Macmillan, 1984)
- "چیز زیادی درباره تاریخ نمی‌دانم" (۱۹۹۰) (۲۰۰۳ گسترش یافته) شابک ‎۹۷۸۰۰۶۰۰۸۳۸۲۳)
- "چیز زیادی درباره جغرافیا نمی‌دانم" (۱۹۹۲)
- "چیز زیادی درباره کتاب مقدس نمی‌دانم" (۱۹۹۹)
- "چیز زیادی درباره جنگ داخلی نمی‌دانم" (۱۹۹۹)
- "چیز زیادی درباره فضا نمی‌دانم" (۲۰۰۱)
- "چیز زیادی درباره سیاره زمین نمی‌دانم" (۲۰۰۱)
- چیز زیادی درباره روسای جمهور نمی‌دانم (۲۰۰۱)
- "چیز زیادی درباره پادشاهان و ملکه‌های انگلستان نمی‌دانم" (۲۰۰۲)
- "چیز زیادی درباره کیهان نمی‌دانم" (۲۰۰۲)
- "چیز زیادی درباره زائران نمی‌دانم" (۲۰۰۲)
- "چیز زیادی درباره گاو نشسته نمی‌دانم" (۲۰۰۲)
- "چیز زیادی درباره پیشگامان نمی‌دانم" (۲۰۰۳)
- "چیز زیادی درباره تاریخ آمریکا نمی‌دانم" (۲۰۰۳)
- "چیز زیادی درباره جورج واشینگتن نمی‌دانم" (۲۰۰۳)
- "چیز زیادی درباره ۵۰ ایالت نمی‌دانم" (۲۰۰۴)
- "چیز زیادی درباره منظومه شمسی نمی‌دانم" (۲۰۰۴)
- "دربارهٔ دایناسورها چیز زیادی نمی‌دانم" (۲۰۰۴)
- "دربارهٔ توماس جفرسون چیز زیادی نمی‌دانم" (۲۰۰۵)
- "دربارهٔ آبراهام لینکلن چیز زیادی نمی‌دانم" (۲۰۰۵)
- "دربارهٔ اسطوره‌های جهان چیز زیادی نمی‌دانم" (۲۰۰۵)
- "در مورد مومیایی‌ها چیز زیادی نمی‌دانم" (۲۰۰۵)
- "Que Se Yo De Historia" (2005)
- "در مورد مارتین لوتر کینگ جونیور چیز زیادی نمی‌دانم" (۲۰۰۲)
- "دربارهٔ روزا پارکز چیز زیادی نمی‌دانم" (2005) شابک ‎۰۰۶۰۲۸۸۱۹۱
- «دربارهٔ اسطوره‌شناسی چیز زیادی نمی‌دانم» (2005) شابک ‎۰۰۶۰۱۹۴۶۰X
- "دربارهٔ هیچ چیز زیاد نمی‌دانم" (2007) شابک ‎۹۷۸۰۰۶۱۲۵۱۴۶۷
- تاریخ پنهان آمریکا: داستان‌های ناگفته اولین زائران، زنان مبارز، و بنیانگذاران فراموش شده‌ای که یک ملت را شکل دادند (2008) شابک ‎۹۷۸۱۰۸۰۶۱۱۸
- A Nation Rising: Untold Tales of Flawed Founders, Fallen Heroes, and Forgotten Fighters from America's Hidden History (2010) شابک ‎۹۷۸۰۰۶۱۱۱۸۲۰۳
- "تاریخ پنهان آمریکا در جنگ: داستان‌های ناگفته از یورک تاون تا فلوجه" (مه 2015)[۱][۲] شابک ‎۹۷۸۱۴۰۱۳۲۴۱۰۰
- در سایه آزادی: تاریخچه پنهان برده داری، چهار رئیس‌جمهور و پنج زندگی سیاه پوستان (2016) شابک ‎۱۶۲۷۷۹۳۱۱۹
- کشنده تر از جنگ: تاریخچه پنهان آنفولانزای اسپانیایی و جنگ جهانی اول (2018) شابک ‎۱۲۵۰۱۴۵۱۲۰